# Municipio de Odin (Illinois)
El municipio de Odin (en inglés: Odin Township) es un municipio ubicado en el condado de Marion en el estado estadounidense de Illinois. En el año 2010 tenía una población de 1722 habitantes y una densidad poblacional de 36,78 personas por km².

## Geografía
El municipio de Odin se encuentra ubicado en las coordenadas 38°35′57″N 89°3′44″O / 38.59917, -89.06222. Según la Oficina del Censo de los Estados Unidos, el municipio tiene una superficie total de 46.81 km², de la cual 46.76 km² corresponden a tierra firme y (0.12%) 0.06 km² es agua.

## Demografía
Según el censo de 2010, había 1722 personas residiendo en el municipio de Odin. La densidad de población era de 36,78 hab./km². De los 1722 habitantes, el municipio de Odin estaba compuesto por el 97.21% blancos, el 0.99% eran afroamericanos, el 0.12% eran amerindios, el 0.17% eran asiáticos, el 0.06% eran isleños del Pacífico, el 0.12% eran de otras razas y el 1.34% pertenecían a dos o más razas. Del total de la población el 0.64% eran hispanos o latinos de cualquier raza.